# Cratere Publicia
Publicia è un cratere sulla superficie di 4 Vesta.